# Jan de Vaal (filmverzamelaar)
Jan de Vaal (Semarang, 12 november 1922 – Tilburg, 6 april 2001) was een Nederlands filmverzamelaar. Van 1947 tot 1986 was hij directeur van het Nederlands Filmmuseum, de voorloper van het EYE Filmmuseum in Amsterdam.

## Biografie
De Vaal werd in Nederlands-Indië geboren. Toen zijn moeder in 1924 overleed bij de geboorte van zijn broertje werd hij naar Zwolle gestuurd, waar hij door een oom en tante werd opgevoed. Hij kreeg een filmprojector toen hij twaalf jaar oud was en vertoonde op de middelbare school al 16mm-films. Tijdens de Tweede Wereldoorlog werkte hij in Haarlem bij Multifilm.
Toen Paul Kijzer en Piet Meerburg op 22 juli 1946 het Nederlands Historisch Film Archief (NHF) oprichtten werd De Vaal, die Kijzer al kende, secretaris. Een bezemkast in de studentenbioscoop Kriterion herbergde zijn collectie. Gelijk ging De Vaal aan de slag en wist in augustus 1946 in Londen de filmmaker Alberto Cavalcanti te interesseren voor het Nederlandse filmarchief. Hij stond de eerste films af. Al na een jaar traden Meerburg en Kijzer af en trad De Vaal aan als directeur. Willem Sandberg, als directeur van het Stedelijk Museum groot voorstander van een museum van moderne kunsten -naar het voorbeeld van het MoMA in New York- waarin alle kunstvormen zouden floreren, werd voorzitter. Hij maakte ruimte in zijn museum voor zowel het filmarchief, een filmzaal als kantoor. Na een fusie met het Uitkijk Archief ging het NHF in 1952 verder als Stichting Nederlands Filmmuseum. Naast de Appelbar in de Stedelijk Museum werd een filmzaal ingericht waar zowel nieuwe als oude films werden vertoond, die elders niet te zien waren. Ondertussen breidde de collectie oude films zich gestaag uit. De opslag van het spontaan brandbare nitraat werd gehuisvest in een gebouwtje in Castricum, in bunkers in de duinen en later in meer moderne voorzieningen in Overveen. Na een jarenlange zoektocht verhuisde het NFM in 1973 naar het Vondelparkpaviljoen. De Vaal verwierf voor het Filmmuseum o.a. de filmcollecties van Jean Desmet, dat later tot UNESCO Werelderfgoed werd benoemd,  en Centrafilm, en bewerkstelligde het eerherstel van Joris Ivens. Hij wist bijzondere films te redden, zoals De zwarte tulp (1921), Downhill (1927), Zeemansvrouwen (1930) en Jonge harten (1936).
De Vaal handhaafde een strikt archiefbeleid, gebaseerd op de internationale richtlijnen voor filmarchieven, en weigerde films uit te lenen waarvan slechts een archiefkopie bestond. Hij volgde daarin het beleid van Ernest Lindgren van de British Film Institute en National Film Archive. In Nederlandse filmkringen maakte dit beleid hem niet populair. De kritiek op zijn beleid zwol aan, en in 1986 werd De Vaal gedwongen te vertrekken. Hij werd per 1 juli van dat jaar tijdelijk opgevolgd door adjunct-directeur Frans Maks. De niet uit de filmwereld afkomstige kunsthistoricus Hoos Blotkamp werd in 1987 de nieuwe directeur. De Internationale Federatie van Filmarchieven benoemde hem tot erelid. 

## Privéleven
De Vaal was getrouwd met Tineke de Vaal. Hij overleed op 78-jarige leeftijd.

## Eerbewijzen
- Filmprijs van de stad Utrecht (1987)[5]
- Gouden Kalf, Cultuurprijs (1994)[6]